# Alburnus akili
Espèce
Statut de conservation UICN

 EX  : Éteint
Alburnus akili est une espèce éteinte de poisson à nageoires rayonnées de la famille des Cyprinidés.

## Répartition
Alburnus akili était endémique du lac de Beyşehir en Turquie.

## Étymologie
Son nom spécifique, akili, lui a été donné en l'honneur d'Akil Muhtar Özden (1877-1949), professeur à l'université d'Istanbul.